# Torero (Clavé)
Torero est un ensemble de lithographies réalisées par Antoni Clavé à partir de 1940.

## Contexte
Dès son arrivée à Paris, Clavé produit des illustrations pour le livre de Prosper Mérimée : Lettres d'Espagne, puis de nouveau en 1943, il illustre « Carmen ». Il est alors choisi par le chorégraphe Boris Kochno pour dessiner les costumes du ballet Los Caprichos dont le titre reprend la série de gravures de Francisco de Goya. Le spectacle est donné par la compagnie des Ballets des Champs-Élysées dirigée par Roland Petit.

## Les Toreros
Parmi tous les personnages, on trouve un torero rouge, souvent reproduit, un autre torero issu des illustrations des Lettres d'Espagne (format 33 × 25 cm).
En revanche on trouve très peu de traces d'un des premiers toreros de Clavé (1940), peints alors que l'artiste commence à se passionner pour le foisonnement de couleurs de Édouard Vuillard et Pierre Bonnard

## Description
Ce dernier a un aspect naïf. Assis, jambes croisées, la cape posée sur le dossier de sa chaise, coiffé d'une sorte de chapeau d'Arlequin assez éloigné de la montera, il ressemble davantage aux personnages que Clavé va inventer pour le ballet de Kochno. Le torero de Mérimée est très esquissé, avec une silhouette légère.
Le torero rouge est le plus fantaisiste des trois, avec un costume purement inventé où Clavé a donné libre cours à son imagination